# Mark Frank
Mark Frank (ur. 21 czerwca 1977 w Neustrelitz) – niemiecki lekkoatleta specjalizujący się w rzucie oszczepem.
W 1999 roku zdobył brązowy medal młodzieżowych mistrzostw Europy. Uczestnik mistrzostw świata w Helsinkach (2005) - z wynikiem 77,56 zajął ósme miejsce w finale. Cztery lata później podczas mistrzostw świata, w Berlinie, ponownie uplasował się na ósmej lokacie. Srebrny medalista mistrzostw świata wojskowych z 2009 roku. Reprezentant Niemiec w pucharze Europy. W czerwcu 2009 zwyciężył w superlidze drużynowych mistrzostw Europy. Drugi zawodnik Światowego Finału IAAF (Saloniki 2009). Rekord życiowy: 84,88 (4 września 2005, Berlin).